# Petrolisthes obtusifrons
Petrolisthes obtusifrons is een tienpotigensoort uit de familie van de Porcellanidae. De wetenschappelijke naam van de soort is voor het eerst geldig gepubliceerd in 1937 door Miyake.